# Helmuth von Blücher

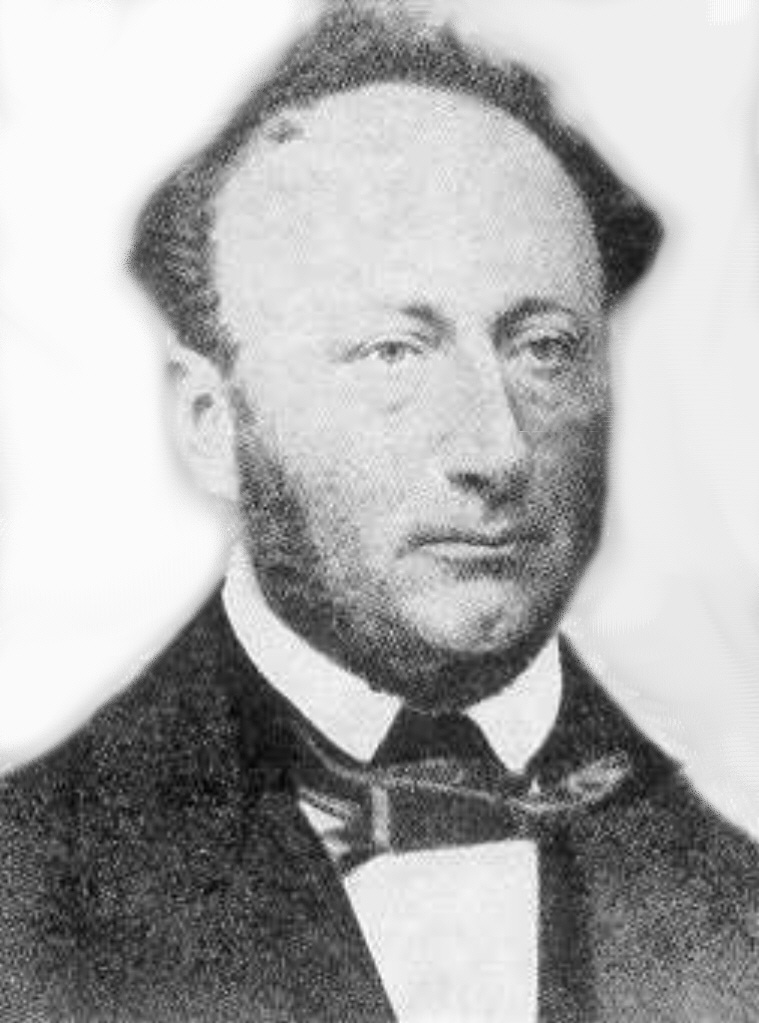
Helmuth v. Blücher

Hans Helmuth Friedrich von Blücher (* 6. August 1805 in Wasdow; † 14. Oktober 1862 ebenda) war ein deutscher Chemiker und Pharmazeut an der Universität Rostock.

## Herkunft
Helmuth von Blücher war Sohn von Georg Ludwig Ernst von Blücher (* 16. August 1767; † 26. Oktober 1828) und dessen Ehefrau Sophie, geb. Schmidt (* 31. Oktober 1774; † 25. Januar 1827). Sein Vater war Richter, Gutsbesitzer und Mitinitiator des Mecklenburgischen Ritterschaftlichen Kreditvereins.

## Leben
Blücher besuchte die Große Stadtschule Rostock und das Ernestinum Gotha. 1823 begann er an der Georg-August-Universität Göttingen Rechtswissenschaft zu studieren. Danach befasste er sich  mit Physik und Mathematik. Von der Universität Rostock am 26. Juni 1828 zum Magister phil. promoviert. Anschließend reiste er durch England, Frankreich und Deutschland. Die Universität Rostock ernannte ihn am 17. Dezember 1831 zum a.o. Professor und am 15. August 1834 zum o. Professor für Chemie und Pharmazie. Damit wurde er Nachfolger von Gustav Peter Samuel Mähl (1789–1833). Als er 1850 ausschied, folgte ihm Franz Ferdinand Schulze (1815–1873). Nach der Emeritierung war v. Blücher (wohl als Erbe des väterlichen Gutes) in der praktischen Landwirtschaft tätig, bis er 1862 57-jährig starb.
Er war Mitglied der mecklenburgischen Corps Vandalia Göttingen (1826) und Vandalia Rostock (1829).
Beide Corps verliehen ihm später die Ehrenmitgliedschaft. Verheiratet war er mit Henriette Dorothea Albertine Charlotte, geb. von Rieben (* 29. November 1819; † 9. Juli 1901). Das Paar hatte mehrere Kinder.
Das alte Lehngut Wasdow betrieb bis zuletzt der Sohn Hermann von Blücher (1844–1894), dann wurde das Anwesen 1895 veräußert, auch weil dessen Söhne wiederum Offiziere resp. Kaufleute in Hamburg wurden.

## Werke
- Chemische Untersuchung der Soolquellen bei Sülz im Grossherzogthum Mecklenburg-Schwerin, nebst einer Übersicht der wichtigsten Gebirgsverhältnisse Mecklenburgs und Neu-Vorpommerns. Berlin 1829.
- Bemerkungen über den ritterschaftlichen Credit-Verein der Großherzogthümer Mecklenburg. Rostock 1838.
- Über die Fütterung und Mästung der Schafe mit Kartoffeln. 1845.